# Total Performance
Total Performance Inc. ist ein US-amerikanischer Hersteller von Automobilen.

## Unternehmensgeschichte
Das Unternehmen Total Performance wurde am 26. November 1971 in Wallingford in Connecticut gegründet. Als Gründer werden M. V. Lauria und G. C. Gallicchio genannt. Die Produktion von Automobilen und Kit Cars begann. Der Markenname lautet Total, evtl. mit dem Zusatz Performance. 1976 wurde ein Modell von der Glassic Motor Car Company übernommen. Michael V. Lauria leitet das Unternehmen.
Nach Unternehmensangaben besteht seit 2009 eine Zusammenarbeit mit Speedway Motors.

## Fahrzeuge
Zunächst standen ausschließlich Hot Rods im Sortiment. Die Fahrzeuge ähnelten wahlweise dem Ford Modell T von 1923, dem Ford Modell A, einem Ford-Phaeton von 1930 und einem Ford Highboy von 1932.
Seit 1976 gibt es Nachbildungen des Ford Modell A, wie sie zuvor Glassic herstellte. Verschiedene V8-Motoren von Chevrolet und Ford treiben die Fahrzeuge an.